# 2016년 7월 바그다드 폭탄 테러
2016년 7월 3일 이라크의 바그다드에서 폭탄 테러가 발생했다. 이 테러로 290명 이상이 사망하고 225명 이상이 부상당했다.

## 공격과 대응
자살 폭탄 테러리스트를 실은 트럭이 카라다(Karrada)의 쇼핑 구역에 충돌하였다. 당시 카라다에는 쇼핑을 하거나 카페에서 라마단 단식 후 이프타르를 먹기 위해 저녁 시간 동안 많은 사람들이 모여 있었다. 자살 공격을 위한 폭탄은 냉동 트럭 안에 감춰져 있었다. 이는 이라크 정부가 이슬람 국가로부터 2016년 6월에 팔루자를 재탈환한 이후 바그다드에 대한 첫 번째 대규모 공격이다. 폭탄 테러로 167명 이상이 사망하였고 200명 이상이 부상을 입었다.
두 번째 도로변 폭발은 자정 즈음에 바그다드 북쪽 샤아브의 시아파 거주 근교 지역에서 일어났으며, 적어도 5명이 사망하고 16명이 다쳤다. 인민동원군 소속원을 목표로 한 세 번째 폭탄 테러로 1명이 숨지고, 5명이 다쳤다. 폭탄은 급조 폭발물이었으며, 아부 그레브(Abu Gharib) 구역에서 폭발하였다. 차량 또한 피해를 입었다. 바그다드 남쪽 알 라티피아(al-Latifiya)에서 발생한 네 번째 폭탄 테러로 1명이 사망하였고, 알려지지 않은 수의 사람이 다쳤다. 폭탄은 한 민간 차량에 설치되었으며, 차량이 움직일 때 폭발하였다.
바그다드의 작전 사령부는 폭탄 테러와 관련 있는 무장 조직의 소속원을 체포했다고 주장하였다.